# Owczarek francuski beauceron
Owczarek francuski Beauceron – jedna z ras psów należących do psów pasterskich i zaganiających, zaklasyfikowana do sekcji psów pasterskich (owczarskich). Podlega  próbom pracy.

## Rys historyczny
Owczarek francuski krótkowłosy miał prawdopodobnie tych samych przodków co briard. Wcześniej uważany był jedynie za krótkowłosą odmianę briarda. Nazwa rasy beauceron jest związana z miejscem jego pochodzenia - regionem Beauce.

## Wygląd

### Budowa
Pies mocnej budowy, ale nie ociężały. Spotyka się psy zarówno z ciętymi, jak i nieciętymi uszami.

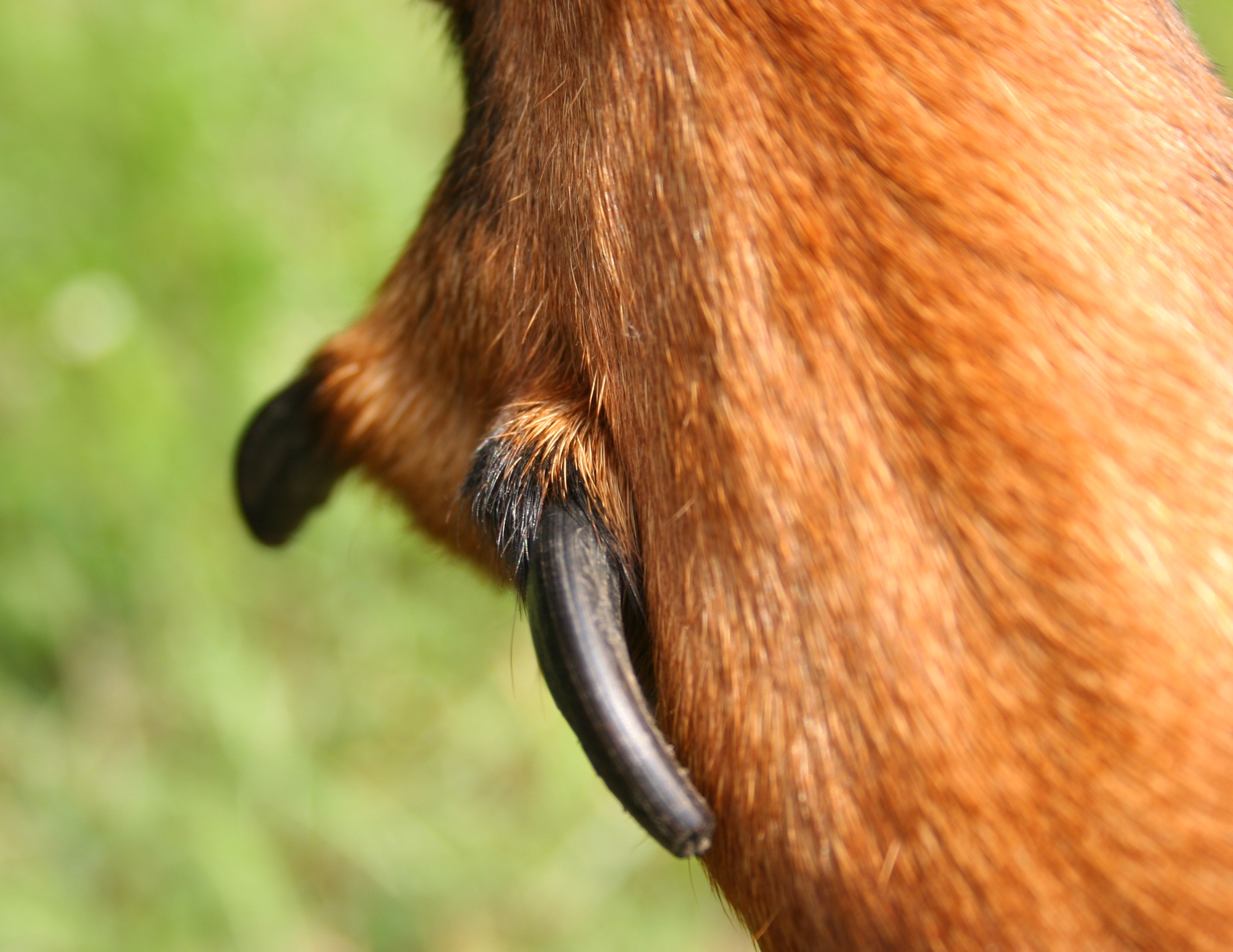
Według wzorca FCI u Owczarków francuskich z Beauce jest wymagana obecność podwójnych "wilczych pazurów" na tylnych łapach.

### Szata i umaszczenie
Włos jest krótki, mocny i gruby, z podszerstkiem w jaśniejszym kolorze. Kolor czarny podpalany lub arlekin (czarny podpalany w biało-szare łaty).

## Zachowanie i charakter
Chętny do pracy i odważny. Nieufny wobec obcych, inteligentny, zaciekle broni swojego pana. Należy unikać osobników bojaźliwych. Przystosowuje się do życia w mieszkaniu. Psy mogą być agresywne wobec innych samców, szczególnie dużych ras. Wymaga konsekwentnego i doświadczonego właściciela. Sprytny, uważny, aktywny i czasami uparty. Jeśli wychowany z dziećmi świetnie się z nimi dogaduje.

## Użytkowość
Wykorzystywany jako pies stróżujący i pasterski, także jako przewodnik ludzi niewidomych.

## Zdrowie i pielęgnacja
Łatwy w pielęgnacji, wymagający sporej dawki codziennego ruchu.

## Popularność
W Polsce psy tej rasy są mało popularne. 

## Wiek
Psy tej rasy żyją 10-13 lat.